# Spellemannprisen 1999
Der Spellemannpris 1999 war die 28. Ausgabe des norwegischen Musikpreises Spellemannprisen. Die Nominierungen berücksichtigten Veröffentlichungen des Musikjahres 1999. Die Verleihung der Preise fand im Februar 2000 statt. In der Kategorie „Årets Spellemann“ wurde Ole Ivars ausgezeichnet, den Ehrenpreis („Hedersprisen“) erhielt Sven Nyhus.

## Verleihung
Die Verleihung des Preises fand am 25. Februar 2000 im Oslo Spektrum statt. Die Veranstaltung wurde von Bård Tufte Johansen und Annbjørg Lien moderiert und von Norsk rikskringkasting (NRK) übertragen. Wie in den Jahren zuvor auch, wurde die Verleihung in zwei Teile unterteilt, wobei im zweiten die Preise der kommerzielleren Pop- und Rockgenres verliehen wurden. Durch den zweiten Teil führte der Comedian Johansen. Die Sängerin Lene Marlin erhielt mit Auszeichnungen in vier Kategorien die meisten Preise.

## Gewinner
| Kategorie                                      | Gewinner                                                                 | Werk                       |
| ---------------------------------------------- | ------------------------------------------------------------------------ | -------------------------- |
| Barneplate (Kinderplatte)                      | verschiedene Künstler                                                    | Jul i Blåfjell             |
| Dance                                          | Palace of Pleasure                                                       | Popaganda                  |
| Danseorkester (Tanzorchester)                  | Ole Ivars                                                                | Ole Ivars i 2000           |
| Folkemusikk/Gammaldans (Volksmusik/Gammaldans) | Kvarts                                                                   | Kvarts                     |
| Hardrock                                       | The Kovenant                                                             | Animatronic                |
| Hedersprisen (Ehrenpreis)                      | Sven Nyhus                                                               | –                          |
| Jazz                                           | Karin Krogh, John Surman                                                 | Bluesand                   |
| Klassisk (Klassisch)                           | Truls Mørk                                                               | Verker av Elgar og Britten |
| Popgruppe                                      | Savoy                                                                    | Mountains of time          |
| Popsolist                                      | Lene Marlin                                                              | Playing my game            |
| Rock                                           | Madrugada                                                                | Industrial silence         |
| Samtidsmusikk (zeitgenössische Musik)          | Oslo Filharmoniske Orkester, Det Norske Kammerorkester, Oslo Sinfonietta | Rolf Wallin: Boyl          |
| Videoprisen (Videopreis)                       | Babel Fish                                                               | Light of day               |
| Viser/Viserock (Weisen/Weisenrock)             | Jan Eggum                                                                | Deilig                     |
| Åpen Klasse (Offene Klasse)                    | Krøyt                                                                    | Low                        |
| Årets Artist (Künstler des Jahres)             | Lene Marlin                                                              | –                          |
| Årets Låt (Lied des Jahres)                    | Lene Marlin                                                              | Sitting Down Here          |
| Årets Nykommer (Newcomer des Jahres)           | Lene Marlin                                                              | Playing my game            |
| Årets Spellemann (Spellemann des Jahres)       | Ole Ivars                                                                | –                          |

## Nominierte
Barneplate
- verschiedene Künstler: Jul i Blåfjell
- Eldbjørg Raknes: Det Bor En Gammel Baker...
- Geirr Lystrup: Krystallslottet

Dance
- Mental Overdrive: Ad Absurdum
- Palace of Pleasure: Popaganda
- Sternklang: Neolounge

Danseorkester
- Ingemars: Spellemenn østpå skogen
- Nordre Sving: Livets glade gutter
- Ole Ivars: Ole Ivars i 2000

Folkemusikk/Gammaldans
- Kvarts: Kvarts
- Nye Ringnesin: Leik
- Sven Nyhus: Pols i Rørostraktom

Hardrock
- Black Debbath: Tung, tung politisk rock
- Dimmu Borgir: Spiritual black dimensions
- The Kovenant: Animatronic

Jazz
- Karin Krogh & John Surman: Bluesand
- The Trio: Meet the locals
- Vigleik Storaas: Open Excursions

Klassisk
- Leif Ove Andsnes: Verker av Shostakovich, Britten, Enesco
- Oslo Filharmoniske Orkester: Johannes Brahms: Symf. 2 & 3
- Truls Mørk: Verker av Elgar og Britten

Popgruppe
- Locomotives: Albert
- Savoy: Mountains of time
- Thinkerbell: Thinkerbell

Popsolist
- Claudia Scott: Soul on soul
- Lene Marlin: Playing my game
- Morten Abel: Here we go then, you and I

Rock
- BigBang: Electric psalmbook
- Kåre & The Cavemen: Long days flight till tomorrow
- Madrugada: Industrial silence
- Monopot: Something is like nothing was
- Vidar Busk & His True Believers: Atomic swing

Samtidsmusikk
- Cikada, Oslo Sinfonietta, Trondheim Symfoniorkester, Sverre Riise, Christian Eggen: Jon Øivind Ness: Dandy garbage
- Oslo Filharmoniske Orkester, Det Norske Kammerorkester, Oslo Sinfonietta: Rolf Wallin: Boyl
- Oslo Sinfonietta, Cikada, Christian Lindberg, Christian Eggen: Bernt Sørensen: Birds and bells

Videoprisen
- Baba Nation: Too Bad
- Babel Fish: Light of day
- Lene Marlin: Sitting Down Here
- Locomotives: Atomic
- Multicyde: Not For The Dough

Viser/Viserock
- Bjørn Eidsvåg: Tapt uskyld
- Henning Kvitnes: Heartland
- Jan Eggum: Deilig

Åpen Klasse
- Furuholmen/Bjerkestrand/Wadlin: Hermetic
- Ketil Bjørnstad: The Rosenborg Tapes vol. 2 - 20 variasjoner over preludium & fuge i ciss-moll av Johan Sebastian Bach
- Krøyt: Low
- Oslo Kammerkor: Bergtatt
- The Brazz Brothers: Ngoma

Årets Låt
- Baba Nation: Too Bad
- Lene Marlin: Sitting Down Here
- Morten Abel: Tulipz
- Multicyde: Not For The Dough
- Savoy: Star

Årets Nykommer
- BigBang: Electric psalmbook
- Lene Marlin: Playing my game
- Madrugada: Industrial silence